# Verena Hantl
Verena Hantl (* 27. Juni 1989 in Karlsruhe) ist eine deutsche Kanutin.
Die Kanurennsportlerin der Rheinbrüder Karlsruhe gewann bei den Kanu-Weltmeisterschaften 2013 in Duisburg zweimal die Silbermedaille. Sie paddelte im Einer-Kajak über 1000 m und im Vierer-Kajak zusammen mit Franziska Weber, Tina Dietze und Katrin Wagner-Augustin über 500 m. Bei den Europameisterschaften in Montemor-o-Velho gewann sie im Vierer-Kajak in der gleichen Besetzung Silber.
2015 gewann sie bei den Europaspielen Silber und bei den Weltmeisterschaften Bronze im K4.

## Erfolge
- Europameisterschaften 2013 in Montemor-o-Velho
  - K4 (Weber/Dietze/Wagner-Augustin/Hantl) 500 m Silbermedaille

- Weltmeisterschaften 2013 in Duisburg
  - K1 (Hantl) 1000 m Silbermedaille
  - K4 (Weber/Dietze/Wagner-Augustin/Hantl) 500 m Silbermedaille